# Karl Richter
Karl Richter (Plauen, 15 ottobre 1926 – Monaco di Baviera, 15 febbraio 1981) è stato un organista, clavicembalista e direttore d'orchestra tedesco.

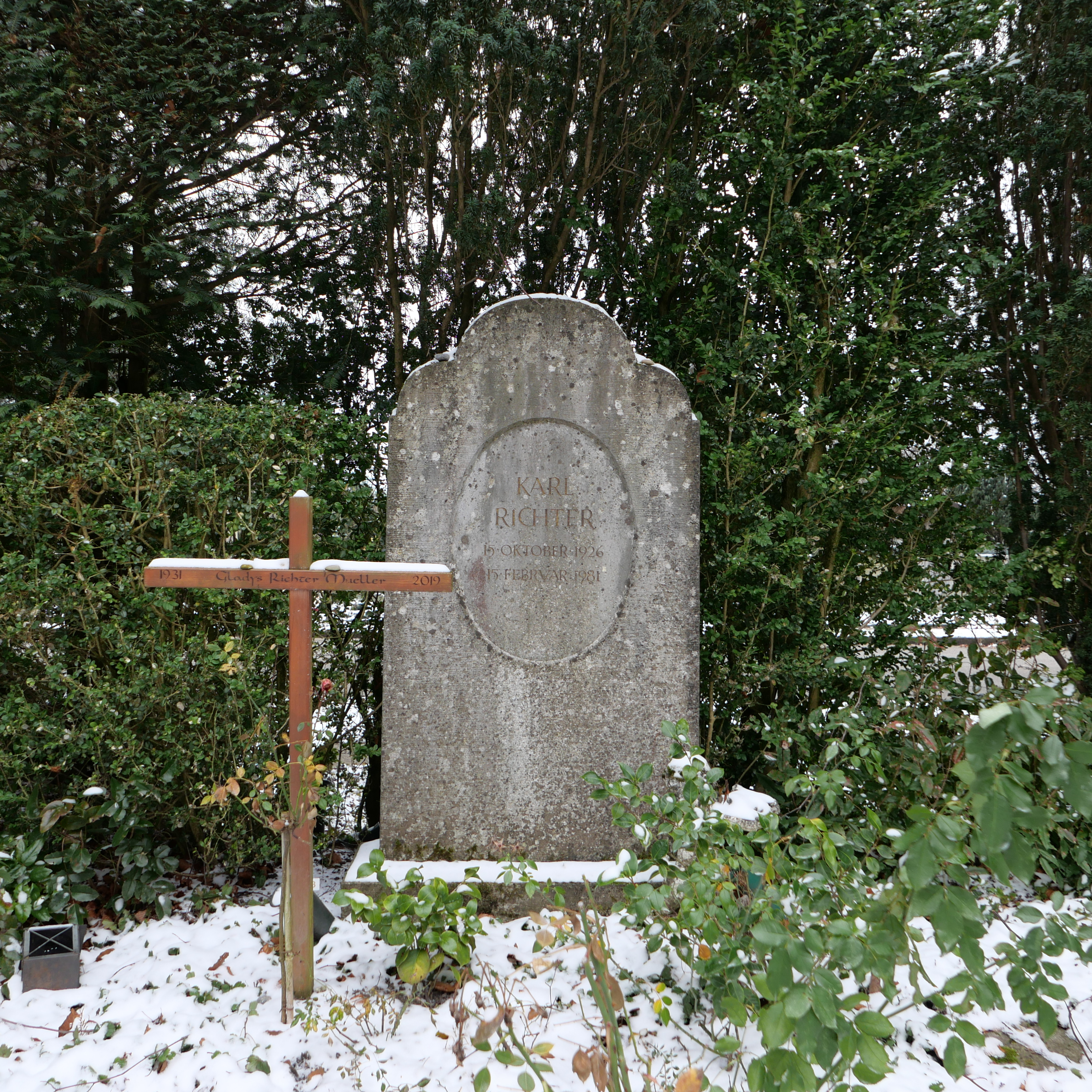
La tomba di Richter nel gennaio 2024.

Particolarmente noto come organista, clavicembalista e specialista di Johann Sebastian Bach (del quale fu uno degli interpreti più rigorosi) diresse e registrò anche composizioni di Georg Friedrich Händel, Joseph Haydn, Ludwig van Beethoven e Giuseppe Verdi.
Di Bach incise, tra l'altro, molti lavori organistici, le Passioni (secondo Matteo BWV 244 e secondo Giovanni BWV 245), l'Oratorio di Natale BWV 248 e la Messa in Si minore BWV 232 per la Deutsche Grammophon, nonché i Concerti brandeburghesi BWV 1047-1051 e l'Offerta musicale BWV 1079 per la Archiv Produktion.
Le sue interpretazioni sono, secondo canoni e tecniche, quasi del tutto affrancate da scrupoli o interventi di natura filologica.

## Biografia
Figlio di un pastore luterano, nacque a Plauen e studiò organo dapprima presso la Kreuzschule di Dresda e successivamente presso il Kirchenmusikalisches Institut di Lipsia, dove fu allievo di Karl Straube e Günther Ramin (il quale tra l'altro era già stato Maestro di un altro insigne organista e interprete di Bach, Helmut Walcha), e dove si diplomò nel 1949. Nello stesso anno assunse l'incarico di organista presso la Chiesa di San Tommaso (Lipsia), la stessa dove qualche secolo prima Johann Sebastian Bach aveva ricoperto l'incarico di direttore musicale. Nel 1951 si trasferì a Monaco dove divenne insegnante presso la Staatliche Hochschule für Musik e dove diventò cantore e organista presso la Chiesa di S. Marco. Dal 1954 diresse il Münchener Bach-Chor, che sotto la sua guida assumerà una notevole importanza internazionale per le interpretazioni del repertorio corale di Bach. Negli anni sessanta e settanta fece molte incisioni e intraprese diverse tournée in Giappone, Stati Uniti e Unione Sovietica.
Nel corso della sua attività artistica Richter diresse un vasto repertorio di musica, ma oggi è ricordato soprattutto per le sue interpretazioni sia come direttore, sia come organista e clavicembalista, della musica di Johann Sebastian Bach. Inoltre interpretò numerosi lavori di Georg Friedrich Händel, il secondo autore che prediligeva insieme a Bach. Il suo repertorio strumentale e vocale ha incluso anche altri pochi autori del XVII e XVIII tedesco (Telemann, Schütz), autori del classicismo viennese (Carl Philipp Emanuel Bach, Haydn, Mozart, Beethoven, Schubert, con una particolare predilezione per Gluck), spingendosi talvolta anche ad autori romantici tedeschi (in particolare Mendelssohn, Brahms e Bruckner), che affrontava soprattutto nei lavori sinfonico-vocali oppure oratoriali, ma con una sempre fedele predilezione per il versante solistico all'organo. Non amava per niente l'attività direttoriale per il teatro musicale, se non molto raramente, limitandosi comunque a registrare in studio (si ricordano comunque a tal proposito due memorabili incisioni di melodrammi, Giulio Cesare di Händel e Orfeo ed Euridice di Gluck entrambe con la partecipazione da protagonista del grande baritono tedesco Dietrich Fischer-Dieskau); eccezioni a Salisburgo nel 1970 in un concerto, nel Grand Théâtre di Ginevra nel 1972 con l'oratorio Belshazzar di Georg Friedrich Händel, nel 1973 con Idomeneo di Mozart e nel 1974 in un concerto al Teatro La Fenice di Venezia, dove dirigeva e suonava contemporaneamente il clavicembalo.
Nel 1977 la registrazione del primo movimento del Concerto brandeburghese no. 2 in Fa maggiore eseguito dalla Münchener Bach-Orchester diretta da Richter venne selezionata dalla NASA come brano di apertura del Voyager Golden Record, una incisione placcata in oro ed inclusa nelle sonde spaziali Voyager insieme ad altri suoni ed immagini rappresentanti le diverse culture terrestri.
Nel 1979 peggiorarono molto le sue condizioni di salute. In occasione di un invito piuttosto sospirato della Bayerische Staatsoper di Monaco di Baviera diresse una delle sue ultime produzioni con il melodramma di Gluck, Iphigénie en Tauride. Colpito da una grave forma di glaucoma agli occhi, aveva ridotto notevolmente le sue apparizioni davanti al pubblico.
Morì a Monaco di Baviera a causa di un infarto il 15 febbraio 1981, all’età di 54 anni. Sua moglie Glady, nata nel 1931, è morta nel 2019 ed è stata sepolta nella stessa tomba.

## Discografia parziale
- Bach, Cantate (compl.) - Richter/Münchener Bach-Orch., Archiv Produktion
- Bach, Cantate BWV 4, 56, 82 - Richter/Fischer-Dieskau, Archiv Produktion
- Bach, Cantate BWV 4, 51, 56, 140, 147 - Richter/Münchener Bach-Orch., Archiv Produktion
- Bach, Capolavori sacri - Richter/Seefried/Töpper/Ludwig, Archiv Produktion
- Bach, Conc. brand. n. 1-6/Conc. oboe - Clement/Richter/Münch. Bach, Archiv Produktion (CD + DVD)
- Bach, Messa in si min. - Richter/Stader/Töpper/Engen, Archiv Produktion
- Bach, Oratorio di Natale - Richter/Janowitz/Wunderlich, Archiv Produktion
- Bach, Passione Giovanni - Richter/Haefliger/Engen/Töpper, Deutsche Grammophon
- Bach, Passione Matteo - Richter/Haefliger/Engen/Töpper, 1959 Deutsche Grammophon (CD + DVD)
- Bach, Son. fl. e clvc. - Nicolet/Richter, Archiv Produktion
- Complete recordings on Archiv & DG, Karl Richter/Münchener Bach-Orch./Münchener Bach-Choir, 97 CD + 3 BR Audio, 2020 Deutsche Grammophon (Box set - Ltd. edition)
- Gluck, Orfeo ed Euridice - Richter/Fischer-Dieskau/Janowitz, 1967 Deutsche Grammophon
- Haendel, Giulio Cesare - Richter/Fischer-Dieskau/Troyanos, 1969 Deutsche Grammophon
- Haendel, Messia - Richter/Donath/Reynolds, 1973 Deutsche Grammophon